# Trocaola, Aranzabal y Cia
Trocaola , Aranzabal y Cia é uma indústria de armamentos instalada em 1895 no município  Eibar, na província de Guipúzcoa, Espanha. A empresa também é conhecida como T.A.C.  e dedicou-se desde o princípio à fabricação de armas curtas, em especial revolveres.

## História
Desde o inicio das atividades, seus produtos eram muito apreciados e, pouco a pouco garantiram muitos prestígios, tornou-se indispensável para o bom número de forças armadas de Ultramar, e não poucos indivíduos que usam com preferência a qualquer outra semelhante.
Dentre os modelos fabricados, destacam-se os modelos baseados, ou até mesmo intitulados de "Imitacion Smith & Wesson y Colt", em todas as suas variedades e calibres.
Por serem baseadas em armas de fabricantes consagrados, os produtos eram de boa qualidade, mecanismo impecável, com pecas de absoluta precisão e ajuste, sendo consideradas para a época de extrema segurança e de fácil manejo.
As prerrogativas desta empresa faram sancionados várias vezes por parte do Estado Espanhol durante a grande guerra, a distinção que outorgaram alguns dos exércitos beligerantes, a adotar modelos dessas marcas revólveres.
Os pedidos de Revólveres, que durante esse período serviram no exterior em diferentes pontos, atingiram uma cifra além de 200.000 revólveres. Também são nutridas, as quantidades aplicadas em vários Institutos armados da Península.